# エドワード・アーサー・ミルン
エドワード・アーサー・ミルン（Edward Arthur Milne 、1896年2月14日 - 1950年9月21日）はイギリスの数学者、天体物理学者。王立協会フェロー。
ヨークシャー州のキングストン・アポン・ハルに生まれた。太陽物理観測所の副所長、トリニティ・カレッジの講師、マンチェスター大学の応用数学の教授、オックスフォード大学の数学教授などを務めた。
初期の研究は恒星の内部構造や恒星の大気構造に関するもので、これらの研究により、1929年ベーカリアン・メダル、1935年に王立天文学会ゴールドメダル、1941年にロイヤル・メダル、1945年にブルース・メダルを受賞した。
1932年以後は宇宙論の分野を研究し、一般相対性理論のアインシュタイン方程式の解の一つで時間について線形的に膨張するミルン・モデル（ミルン宇宙 en:Milne model）に名前が残されている。ダブリンで没した。

## 著書
- Thermodynamics of the Stars (1930)
- The White Dwarf Stars (1932)
- Relativity, Gravitation and World-Structure (1935)
- Kinematic Relativity (1948)